# Seznam zápasů české fotbalové reprezentace 2013
V roce 2013 odehrála česká fotbalová reprezentace celkem 10 mezistátních zápasů, z toho 7 kvalifikačních na MS 2014 a 3 přátelské. Celková bilance byla 5 výher, 2 remízy a 3 prohry. Hlavním trenérem byl zpočátku Michal Bílek, kterého po utkání v Itálii vystřídal Josef Pešice. Ten ve funkci zůstal do konce roku.

## Přehled zápasů
| 6. února 2013 přátelský |        |                      |                                                                 |
| Turecko                 | 0 – 2  | Česko                | 19 Mayıs Stadium, Manisa diváci: 13 000 rozhodčí: Bjorn Kuipers |
|                         | Report | 3' Krejčí 28' Lafata | 19 Mayıs Stadium, Manisa diváci: 13 000 rozhodčí: Bjorn Kuipers |

| 22. března 2013 kvalifikace MS 2014, skupina B |        |                                    |                                                                             |
| Česko                                          | 0 – 3  | Dánsko                             | Andrův stadion, Olomouc diváci: 12 288 rozhodčí: Manuel Jorge Neves Moreira |
|                                                | Report | 56' Cornelius 66' Kjær 82' Zimling | Andrův stadion, Olomouc diváci: 12 288 rozhodčí: Manuel Jorge Neves Moreira |

| 26. března 2013 kvalifikace MS 2014, skupina B |        |                          |                                                                 |
| Arménie                                        | 0 – 3  | Česko                    | Stadion republiky, Jerevan diváci: 15 000 rozhodčí: Pavel Balaj |
|                                                | Report | 47', 81' Vydra 90' Kolář | Stadion republiky, Jerevan diváci: 15 000 rozhodčí: Pavel Balaj |

| 7. června 2013 kvalifikace MS 2014, skupina B |        |        |                                                                     |
| Česko                                         | 0 – 0  | Itálie | Stadion Sparty na Letné, Praha diváci: 18 235 rozhodčí: Oddvar Moen |
|                                               | Report |        | Stadion Sparty na Letné, Praha diváci: 18 235 rozhodčí: Oddvar Moen |

| 14. srpna 2013 přátelský |        |           |                                                                      |
| Maďarsko                 | 1 – 1  | Česko     | Puskás Ferenc Stadion, Budapešť diváci: 14 500 rozhodčí: Howard Webb |
| Dzsudzsák 57' (pen)      | Report | 23' Kozák | Puskás Ferenc Stadion, Budapešť diváci: 14 500 rozhodčí: Howard Webb |

| 6. září 2013 kvalifikace MS 2014, skupina B |        |                            |                                                           |
| Česko                                       | 1 – 2  | Arménie                    | Eden Aréna, Praha diváci: 17 628 rozhodčí: Antony Gautier |
| Rosický 70'                                 | Report | 31' Mkrtčjan 90' Ghazarjan | Eden Aréna, Praha diváci: 17 628 rozhodčí: Antony Gautier |

| 10. září 2013 kvalifikace MS 2014, skupina B |        |           |                                                                 |
| Itálie                                       | 2 – 1  | Česko     | Juventus Stadium, Turín diváci: 35 299 rozhodčí: Jonas Eriksson |
| Chiellini 52' Balotelli 54' (pen.)           | Report | 19' Kozák | Juventus Stadium, Turín diváci: 35 299 rozhodčí: Jonas Eriksson |

| 11. října 2013 kvalifikace MS 2014, skupina B |        |                                                |                                                                      |
| Malta                                         | 1 – 4  | Česko                                          | Národní stadion Ta' Qali, Ta' Qali diváci: 9 000 rozhodčí: Matej Jug |
| Mifsud 47'                                    | Report | 3' Hübschman 33' Lafata 51' Kadlec 90' Pekhart | Národní stadion Ta' Qali, Ta' Qali diváci: 9 000 rozhodčí: Matej Jug |

| 15. října 2013 kvalifikace MS 2014, skupina B |        |            |                                                                                |
| Bulharsko                                     | 0 – 1  | Česko      | Natsionalen Stadion Vasil Levski, Sofie diváci: 32 000 rozhodčí: Viktor Kassai |
|                                               | Report | 51' Dočkal | Natsionalen Stadion Vasil Levski, Sofie diváci: 32 000 rozhodčí: Viktor Kassai |

| 15. listopadu 2013 přátelský |        |        |                                                                    |
| Česko                        | 2 – 0  | Kanada | Andrův stadion, Olomouc diváci: 9 749 rozhodčí: Markham-Jones Bryn |
| Čelůstka 3' Hořava 81'       | Report |        | Andrův stadion, Olomouc diváci: 9 749 rozhodčí: Markham-Jones Bryn |